# Rhachidomorpha
Rhachidomorpha är ett släkte av mångfotingar. Rhachidomorpha ingår i familjen Rhachodesmidae.
Kladogram enligt Catalogue of Life:
| Rhachidomorpha | \| \| Rhachidomorpha adunca \| \| \| \| \| \| Rhachidomorpha brasiliae \| \| \| \| \| \| Rhachidomorpha mechowi \| \| \| \| |
|                | \| \| Rhachidomorpha adunca \| \| \| \| \| \| Rhachidomorpha brasiliae \| \| \| \| \| \| Rhachidomorpha mechowi \| \| \| \| |
|                | Aceratophallus |
|                | |
|                | Acutangulus |
|                | |
|                | Ceuthauxus |
|                | |
|                | Chromodesmus |
|                | |
|                | Cornalatus |
|                | |
|                | Curodesmus |
|                | |
|                | Diuncustoma |
|                | |
|                | Metaphallus |
|                | |
|                | Mexidesmus |
|                | |
|                | Neoleptodesmus |
|                | |
|                | Pararhachistes |
|                | |
|                | Rachidomorpha |
|                | |
|                | Rhachodesmus |
|                | |
|                | Sakophallus |
|                | |
|                | Strongylodesmus |
|                | |
|                | Tancitares |
|                | |
|                | Teinorhachis |
|                | |
|                | Tiphallus |
|                | |
|                | Unculabes |
|                | |
|                | Rhachidomorpha adunca |
|                | |
|                | Rhachidomorpha brasiliae |
|                | |
|                | Rhachidomorpha mechowi |
|                | |

|  | Rhachidomorpha adunca    |
|  |                          |
|  | Rhachidomorpha brasiliae |
|  |                          |
|  | Rhachidomorpha mechowi   |
|  |                          |